# Râul Romanu
Râul Romanu este un curs de apă, afluent al râului Gilort din județul Gorj, România.

## Hărți
- Harta Munților Parâng [nefuncțională – arhivă]